# Eugenio Giani
Eugenio Giani (n. 30 iunie 1959, Empoli, Toscana, Italia) este un politician italian, președinte al Toscana din 8 octombrie 2020.